# Ministre de la Qualité de la vie
Cet article court présente un sujet plus développé dans : Liste des ministres français de l'Écologie, Liste des ministres français de la Jeunesse et des Sports et Liste des ministres français du Tourisme.
Entre 1976 et 1981, le gouvernement français dispose d’un ministre de la Qualité de vie. Il exerce les attributions traditionnellement dévolues au ministre de l’Environnement, au ministre de la Jeunesse et des Sports et au ministre du Tourisme.
Puis, entre 1981 et 1984, c’est le ministre du Temps libre, qui reprend les portefeuilles de la Jeunesse, des Sports et du Tourisme.